# Energetik Əli-Bayramlı FK
El Energetik Əli-Bayramlı FK (en azerí: Energetik Əli-Bayramlı Futbol Klubu) fue un equipo de fútbol de Azerbaiyán que jugó en la Liga Premier de Azerbaiyán, la primera división de fútbol del país.

## Historia
Fue fundado en el año 1980 en la ciudad de Shirvan y en su primera temporada de existencia ganó el título de liga y de copa durante el periodo de la Unión Soviética.
Tras la disolución de la Unión Soviética y la independencia de Azerbaiyán fue uno de los equipos fundadores de la Liga Premier de Azerbaiyán en 1992, aunque también fue uno de los primeros equipos que descendieron de categoría.
Luego de tres temporadas en la Primera División de Azerbaiyán desaparece a mediados del año 1995.

## Palmarés
- Liga Soviética de Azerbaiyán: 1

1980
- Copa Soviética de Azerbaiyán: 1

1980

## Temporadas Tras la Independencia
| Temporada | Liga | Liga | Liga | Liga | Liga | Liga | Liga | Liga | Liga | Copa     | Goleador     | Goleador |
| Temporada | Div. | Pos. | J    | G    | E    | P    | GF   | GC   | Pts. | Copa     | Nombre       | Liga     |
| --------- | ---- | ---- | ---- | ---- | ---- | ---- | ---- | ---- | ---- | -------- | ------------ | -------- |
| 1992      | 1    | 22   | 38   | 7    | 3    | 28   | 28   | 91   | 17   | -        | Zahir İbişov | 5        |
| 1993      | 2    | 4    | 14   | 5    | 3    | 6    | 20   | 22   | 13   | 2ª Ronda |              |          |
| 1993–94   | 2    | 6    | 18   | 8    | 2    | 8    | 34   | 30   | 18   | 1/32     |              |          |
| 1994–95   | 2    | 6    | 28   | 14   | 4    | 10   | 38   | 36   | 32   | 1/16     |              |          |